# Lucien Magne
Pour les articles homonymes, voir Magne.
Lucien Magne (né à Paris le 7 décembre 1849 et mort à Eaubonne le 25 juillet 1916), était un architecte français spécialisé dans les édifices religieux. Il prit une large part à l'achèvement de la Basilique du Sacré-Cœur de Montmartre à la mort de Paul Abadie (1884). Il créa le musée du vitrail du Trocadéro.

## Biographie
Fils et élève de l'architecte de la ville de Paris Auguste-Joseph Magne (1816 - 1885), petit-fils de l'architecte d'Étampes Pierre Magne (1790 - 1871). Il est le père de l'artiste décorateur Henri-Marcel Magne (1877-1946). Il est le gendre de l'astronome Urbain Le Verrier, dont il a fait le monument à l'Observatoire de Paris en 1889.
Lucien Magne étudia à l'École nationale supérieure des beaux-arts, promotion 1868. Il a fréquenté l'atelier d'Honoré Daumet qui est chargé de la construction du Palais de justice de Paris avec Joseph-Louis Duc. 
Il a travaillé pour le service d'architecture de la Ville de Paris où il collabore à la réalisation des projets de son père Auguste Magne : conducteur en 1873, inspecteur en 1875, puis architecte en 1885.
Ayant connu Viollet-le-Duc pendant le siège de Paris, il commence en 1874 une carrière d'architecte pour la restauration des édifices diocésains pour le Comité des diocésains. Il est nommé architecte diocésain d'Autun en 1877 et de Poitiers en 1885.
En 1879 il travaille pour la Commission des monuments historiques. Il en devient membre en 1896.
Pour l'Exposition universelle de 1889, il figure parmi les organisateurs et publie L'architecture française du siècle.
Entre 1891 et 1916, il est professeur d’histoire de l’architecture à l’École des beaux-arts de Paris.
Puis, de 1899 à 1916, il est professeur d’art appliqué aux métiers au Conservatoire national des arts et métiers.
En 1900, il devient inspecteur général adjoint des édifices diocésains, et en 1901, inspecteur général de la Commission des monuments historiques.
Il a pris la suite des travaux de Paul Abadie, à la basilique du Sacré-Cœur, après Honoré Daumet (1884-1886), Charles Laisné (1886-1891), Henri-Pierre Rauline (1891-1904), entre 1904 et 1916. Les travaux ont été terminés par Jean-Louis Hulot, de 1916 à 1924.

## Distinctions
- Commandeur de l'ordre de Saint-Grégoire-le-Grand
- Chevalier de la Légion d'honneur

## Œuvres
- Au titre d'architecte diocésain il dirigea plusieurs campagnes de restauration à Angers, dont celles du Logis Pincé, de l'Abbaye Saint-Serge d'Angers et de la tour Saint-Aubin.
- Au titre d'architecte des monuments historiques : la restauration du Château de Saumur, qu'il est le premier à identifier dans les Très Riches Heures du Duc de Berry.
- Construction des marchés de Port-Royal, du Gros-Caillou, des Martyrs, de l'Ave-Maria entre 1873 et 1886.
- Restauration de plusieurs églises : Saint-Martin de Montmorency, Bougival, Taverny, Puteaux, Saint-Serge (en Maine-et-Loire), Notre-Dame-de-Nantilly et Saint-Pierre de Saumur, du Puy-Notre-Dame de Doué-la-Fontaine, de Louhans et d'Anzy-le-Duc ; en Gironde, à Bordeaux, Sainte-Croix, Saint-Seurin, Saint-Bruno et Sainte-Eulalie, à Uzeste, la collégiale et à Bazas, la cathédrale et surtout l'abbaye de Fontevrault.
- Hôtels particuliers : l'hôtel Mirabaud du 42-44 avenue de Villiers à Paris entre 1879 et 1881 ; l'hôtel de Bethisy avenue Henri-Martin en 1881-1882 ; l'hôtel de Beaufort au 32 rue Saint-Dominique ; le château de Serrant en Maine-et-Loire ; le château de Moussy-le-Vieux ; le château de Breteuil.

## Nominations
Artiste reconnu, il fut rapporteur au comité diocésain en 1874, le 21 mars 1877 il est désigné architecte diocésain d'Autun en remplacement de Alphonse Durand, démissionnaire; le 29 février 1888 architecte diocésain de Poitiers en remplacement de Mérindol qui était décédé et en 1900 inspecteur général-adjoint des édifices diocésains.
Il entra au service des Monuments historiques en 1878 pour le Maine-et-Loire et la Seine-et-Oise. Il fut chargé de Bordeaux en 1892. Nommé membre de la Commission des Monuments historiques en 1896 puis inspecteur général à la place de Juste Lisch. Il enseignait à l'École nationale supérieure des beaux-arts et au Conservatoire national des arts et métiers.
Il a été marié à Lucille Le Verrier, fille de l'astronome Urbain Le Verrier.

## Écrits
- 1885 : L'œuvre des peintres verriers français ;
- 1886 : notices sur les vitraux de l'ancienne abbaye de Gercy et sur les fouilles du cimetière mérovingien d'Ermont (publication du comité des arts et antiquités de Seine-et-Oise); une étude sur la construction du fer (Journal des constructions modernes);
- « L'Art dans l'habitation moderne » (1887), éd. Firmin-Didot, Paris. 1 vol. in-4° de 72p. + 24 planches
- 1895 : Le Parthénon ;
- 1905: Conservatoire national des arts et métiers. Cours d'art appliqué aux métiers (Lire en ligne)
- 1904: La Palais de Justice de Poitiers : étude sur l'art français au XIVe siècle et au XVe siècles, Librairie centrale des Beaux-Arts, 13 rue Lafayette, Paris, 1904
- 1908: Conservatoire national des arts et métiers. Cours d'art appliqué aux métiers (Lire en ligne)
- « L'Esthétique des villes » (1908), éd. Mercure de France, Paris.
- 1909 : Leçons sur l'histoire de l'Art et L'Art dans l'Antiquité.
- 1913 : il commence la publication de L'Art appliqué aux métiers[2] qui a été terminée par son fils Henri-Marcel en 1933.

### Sources
- répertoire des architectes diocésains
- INHA : Lucien Magne